# Lo burgà
"Lo Burgà" es una zona forestal, situada entre El Perelló i Rasquera. La composición paisajística actual del "Burgà", rodeada por las sierras de Cardó y el Boix y las montañas de Tivissa-Vandellòs, está determinada por las dinámicas agrarias y forestales, mayoritariamente por cultivo de olivos y de frutales. "Lo Burgà" es una fosa tectónica con unas pendientes suaves hacia el centro y en dirección al río Ebre.

## Paisaje
Como elemento estructurador del paisaje actual del "Burgà"encontramos los muros de piedra seca(márgenes) , que hacen la función de retener el suelo y de delimitar propiedades. El abandono de terrenos de secano conlleva la degradación del patrimonio de piedra seca por falta de mantenimiento. Esta dinámica aparece principalmente en los bordes de los barrancos, allí donde la pendiente es más pronunciada y donde se hace más difícil la mecanización. También se observa el efecto contrario, ya que hay pequeñas parcelas que han sido rotas durante los últimos años y que ahora se cultivan.

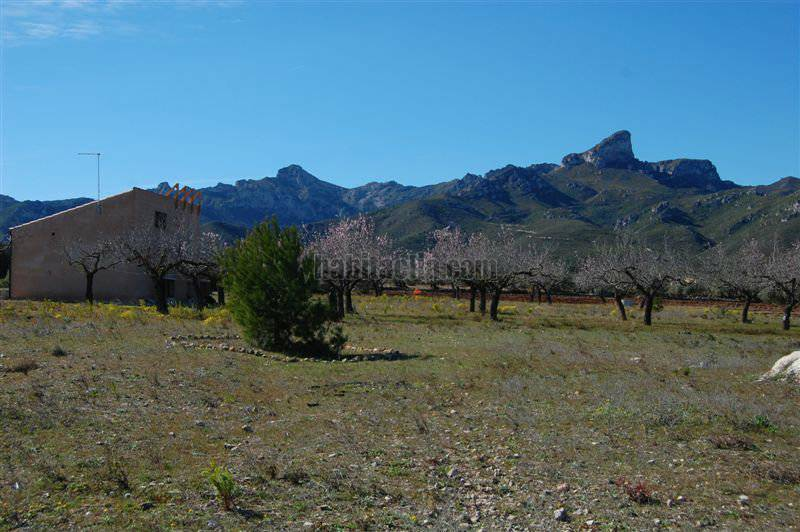
Lo Burgà

## Vegetación
Los cultivos arbóreos, junto a la viña y los cereales, ocupan casi la mitad de la superficie total, y en las zonas más cercanas al río Ebro y los barrancos abundan los frutales de fruta dulce. Como en el resto de territorio ebrense cultivado, el parcelario se caracteriza por tener unas dimensiones muy pequeñas. Esto ha permitido un paisaje rural donde se dan diferentes tipos de cultivo en un espacio muy reducido. Así, en una superficie considerablemente pequeña se pueden observar: olivos, almendros, melocotoneros, algarrobos y cereales. Son terrenos llanos, de secano, donde es difícil extraer agua del subsuelo. Estas características propician un paisaje sin muchas transformaciones.
El hecho de que haya monte, un clima seco y cálido y terrenos abandonados ha hecho aparecer muy de pino blanco con otras especies heliófilas como el romero, el tomillo y el lentisco. El resultado es un aumento del riesgo de incendios en este espacio. De hecho, en los últimos diez años pequeños incendios han ido proliferando hasta llegar a quemar unas cien hectáreas.
En los espacios más próximos a las sierras de Cardó o en las montañas de Tivissa, el suelo forestal ocupa casi el 50% de superficie restante. Encontramos matorrales de romero (y tomillares), con coronilla de fraile y bufalaga. Entre los cultivos, a las partes de cota más baja de la unidad, hay multitud de pequeñas manchas de pinares de pino carrasco con sotobosque de matorrales calcícolas.
Sin embargo, los cambios de uso agrícola han sido frecuentes a lo largo de las últimas décadas, incitados por el mercado agrícola. Una de las dinámicas más relevantes para el sector agrícola y para el paisaje ha sido la introducción del riego de apoyo a casi la mitad de la superficie agrícola de la llanura.
- Datos: Q25405591